# Hoßkirch
Hoßkirch är en kommun (tyska Gemeinde) i Landkreis Ravensburg i förbundslandet Baden-Württemberg i Tyskland. Folkmängden uppgår till cirka 800 invånare, på en yta av 16 kvadratkilometer. Kommunen består av ortsdelarna (tyska Ortsteile) Hoßkirch och Hüttenreute.
Kommunen ingår i kommunalförbundet Altshausen tillsammans med kommunerna Altshausen, Boms, Ebenweiler, Ebersbach-Musbach, Eichstegen, Fleischwangen, Guggenhausen, Königseggwald, Riedhausen och Unterwaldhausen.